# Muthulakshmi Reddy
Muthulakshmi Reddy, född 1886, död 1968, var en indisk politiker. 
Hon blev 1921 den första kvinnan i Indien att väljas in i ett delstatsparlament. 